# 肯普岩
肯普岩（英語：Kemp Rock），是南極洲的岩石，位於維多利亞地的博克格雷溫克海岸，處於珀澤申群島，美國地質調查局根據測量和美國海軍拍攝的空中照片繪入地圖，現時由南極條約體系管理。